# Pinedjem II
Pinedjem II (... – 969 a.C.) è stato un Primo Profeta di Amon durante la XXI dinastia egizia.

## Biografia
Figlio di Menkheperra, Pinedjem II resse il pontificato per 21 anni, durante i regni di ben tre sovrani della XXI dinastia: Amenemope, Osorkon il Vecchio e Siamon. Durante tale periodo di declino governò la regione di Tebe senza però assumere de facto i titoli della regalità, benché il suo potere fosse parimenti immenso.
Ebbe come mogli furono la propria sorella Isetemkheb D e la propria nipote Neskhons, figlia di suo fratello Smendes II, che aveva retto il pontificato per appena due anni come suo immediato predecessore. Da Isetemkheb D generò Psusennes II, futuro faraone; Harweben, cantrice di Amon; Henuttawy, divina sposa di Amon. Da Neskhons generò due figli, Tjanefer e Masaharta, e due figlie, Itawy e Nesitanebetashru.
| G40 | Z4 | M29 | Aa15 · Y1 |

p3y ndm - Colui che appartiene al piacevole Uno (Amon)
La sua mummia è stata rinvenuta da Maspero e Brugsch, nel 1881, a Deir el-Bahari, nella tomba identificata come DB320, inizialmente destinata proprio a lui, ove vennero nascoste da lì in poi (e precisamente nel 10º anno di regno di Siamon) anche altre decine di salme reali per preservarle dall'azione dei violatori di tombe che ormai avevano completamente razziato la Valle dei Re. Con lui furono deposte le mummie delle sue mogli e di una figlia, Nesitanebetashru.